# باول نيلسون (مهندس معماري)
باول نيلسون (بالفرنسية: Paul Nelson)‏ هو مهندس معماري فرنسي، ولد في 8 نوفمبر 1895 في شيكاغو في الولايات المتحدة، وتوفي في 1979 في مارسيليا في فرنسا.